# Scorzonera transiliensis
Scorzonera transiliensis là một loài thực vật có hoa trong họ Cúc. Loài này được Popov miêu tả khoa học đầu tiên năm 1939.